# День памяти (Израиль)

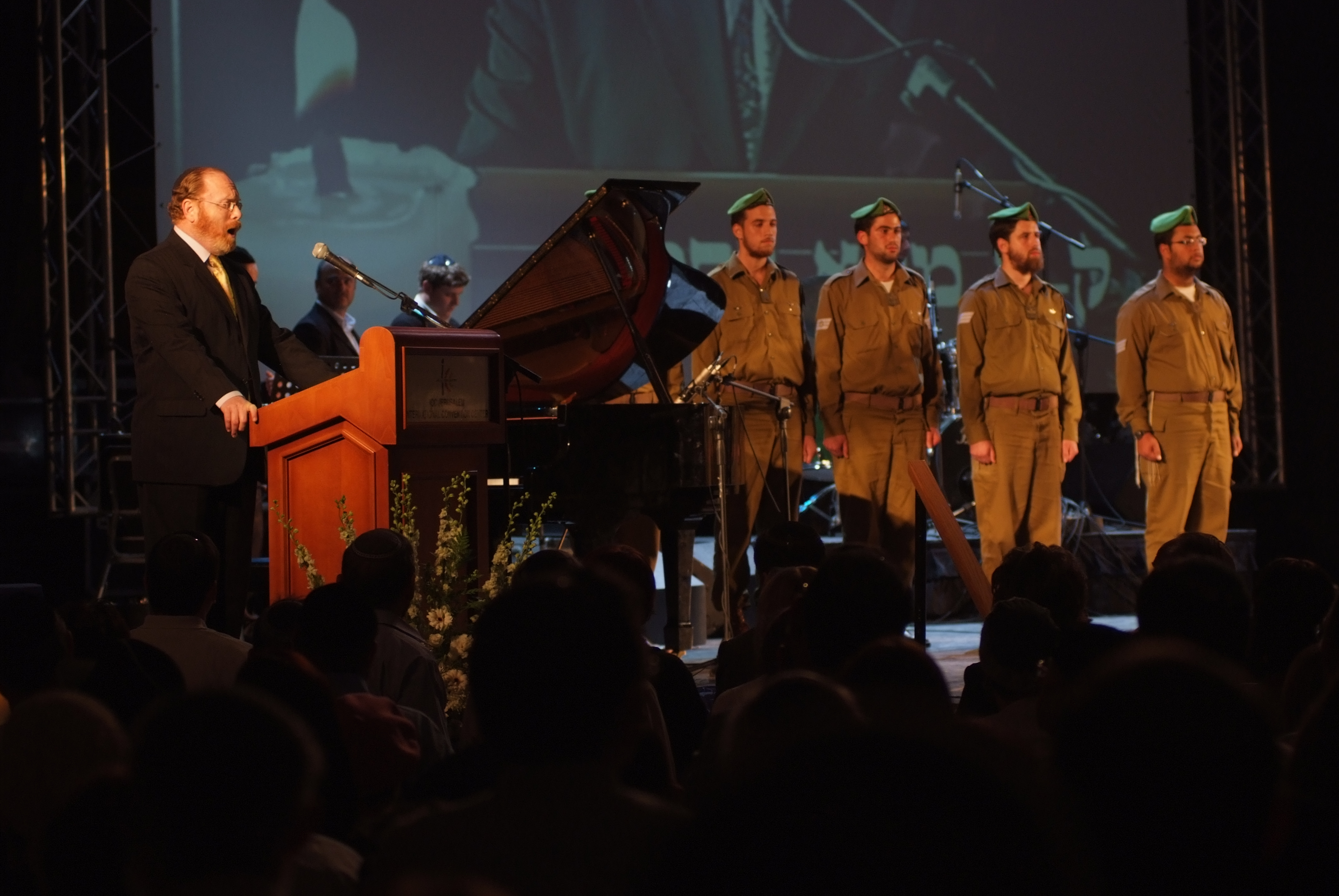
Солдаты в почётном карауле на главной церемонии в канун Дня памяти.
Иерусалим, Международный конференц-центр

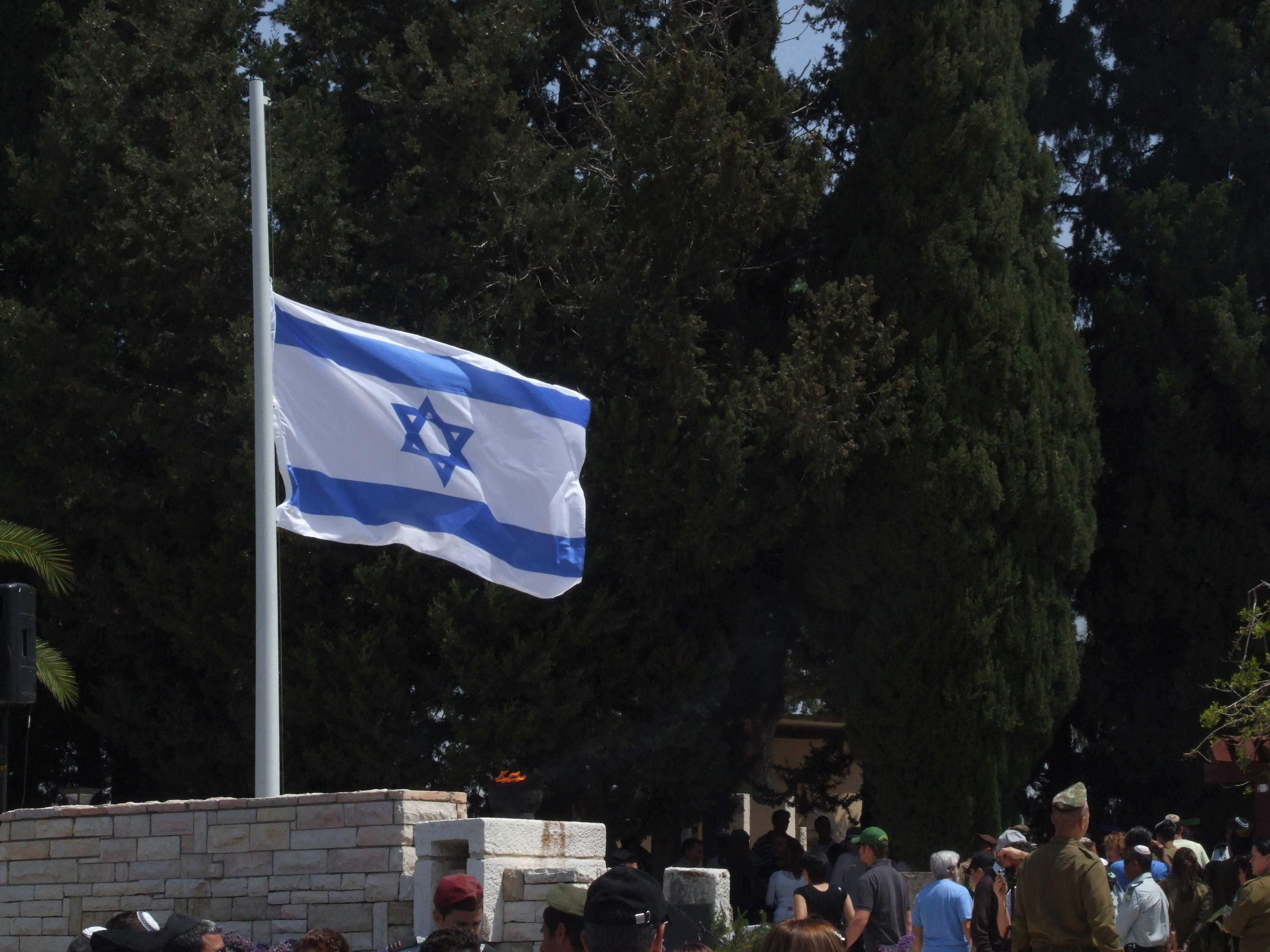
Приспущенный флаг и огонь в солдатской каске на военном кладбище

День памяти павших в войнах Израиля и жертв террора (ивр. יום הזכרון לחללי מערכות ישראל ונפגעי פעולות האיבה‎, Йом ха-Зикарон Ле-халалей Маарахот Исраэль у-ле-Нифгаей Пеулот ха-Эйва) — израильский государственный день траура.
День памяти отмечается 4 ияра (ד' באייר) по иудейскому календарю. За ним всегда следует День независимости Израиля, который празднуется 5 ияра. Оба дня могут изменить свою дату на день раньше, на 3 и 4 ияра соответственно, если 5 ияра выпадает на Шаббат или пятницу. Когда Йом ха-Зикарон выпадает на воскресенье, оба упомянутых дня переносятся на день позже.
В этот день чтят память солдат Армии обороны Израиля (ивр. צה"ל‎), павших в войнах Израиля или при исполнении обязанностей, полицейских, а также представителей других служб безопасности.

## История Дня памяти
В 1940 г. была впервые почтена память павших в ходе Арабского восстания 1936-39 гг., о чём написала газета Давар. Однако в последующие годы этот День памяти не отмечался.
Впервые связь Дня памяти и Дня независимости была установлена в 1949 году.
За первый год существования государства политики Израиля так и не смогли выбрать тот или иной день для Дня памяти. Когда годовщина независимости Израиля была уже близка, было решено отметить День памяти в тот же день, что и первый День независимости (1949 год). То же произошло и в 1950 году. Отмечание обеих дат в один день было неуместно, поэтому в 1951 году, после рекомендаций общественной комиссии, День памяти был передвинут на день раньше. Это было зафиксировано законом в 1961 году.
В 1963 (5723) году парламент Израиля Кнессет принял "Закон о дне Памяти павших в войнах Израиля". В 1980 г. Кнессет изменил название закона и его назначение: название "День памяти павших в войне за создание Израиля и солдат Армии обороны Израиля" было изменено на "День Памяти павших в войнах Израиля". После изменения названия и назначения закона, этот день стал Днем Памяти не только солдат, погибших после создания Государства, но и воинов-евреев, павших до создания Государства Израиль в 1860—1948 гг. В 1997 году по Постановлению Правительства от 5.2.1997, День Памяти павших воинов Израиля стал и Днём Памяти жертв террора, а также было принято решение создать на Горе Герцля центральный мемориал, посвященный гражданам Израиля, погибшим от террора.
В 2018 году День памяти был закреплен как официальный государственный праздник в Основном законе: Израиль — национальное государство еврейского народа.

## Подсчет жертв
В преддверии Дня памяти 2022 года Министерство обороны сообщило, что количество жертв с 1860 года по настоящее время составляет 24 068 человек (23 447 в 2016 году), за год добавилось 56 жертв (68 в 2016 году).
Израиль поминает военнослужащих ЦАХАЛа, сотрудников полиции, пограничной стражи, службы общей безопасности, службы внешней разведки, управления тюрем, пожарной охраны и активистов еврейских подпольных организаций на территории подмандатной Палестины. По состоянию на 2016 год в Израиле проживало 9442 родителя, потерявших своих детей; 4917 вдов военнослужащих; 1948 сирот, потерявших отца или мать.
В этот же день в Израиле поминают 2 493 жертвы терактов (по состоянию на 2013 год). За 2012/13 год к этому скорбному списку добавились 16 имен. Отсчет погибших ведётся с 1860 года, который считается началом борьбы евреев за Страну Израиля. Общее число погибших включает военных, полицейских, сотрудников Службы общей безопасности (Шабак) и внешней разведки («Моссад»), сотрудников Управления тюрем, а также бойцов Еврейской бригады, воевавших во Вторую мировую войну, и бойцов еврейских подпольных организаций, действовавших в Палестине до создания государства.

## Мероприятия Дня памяти
За день до Дня памяти солдаты ЦАХАЛа возлагают знамя Государства Израиль на могилу каждого солдата ЦАХАЛ на кладбищах по всей стране.
В День памяти проводят большое количество государственных мероприятий, на которых присутствуют представители власти и армии.
Принято надевать белую рубашку, к одежде прикрепляют наклейки с символом Дня памяти- растения Кровь Маккавеев.
В городах мероприятия проходят у мемориалов памяти павших солдат, составляющих подавляющее большинство среди памятников Израиля.
День начинается накануне в 20:00 по местному времени, с одноминутной сирены, во время которой большинство израильтян стоят молча, чтя этим память павших. Многие религиозные израильтяне в это время произносят молитвы за упокой павших. Многие зажигают в доме поминальную свечу. Официальная церемония проводится у Западной стены (Стены Плача) на Храмовой горе в Иерусалиме, на которой флаг Израиля опускается на половину высоты флагштока.
В 11:00 следующим утром звучит особенно пронзительная двухминутная сирена, во время которой большинство израильтян снова стоят молча.
При этом не важно, где они находятся в это время: идут ли по улице, едут ли в автобусе, поезде, машине, находятся ли на работе или дома. Если они находятся на работе, дома или идут по улице, они встанут и будут стоять во время звучания сирены. Если едут в машине или в автобусе, они остановятся, выйдут из машины и будут стоять во время звучания сирены. Даже если они едут на поезде между населёнными пунктами, и сирена не слышна, машинист в назначенное для сирены время остановит поезд, и все встанут со своих мест и будут стоять во время звучания сирены.

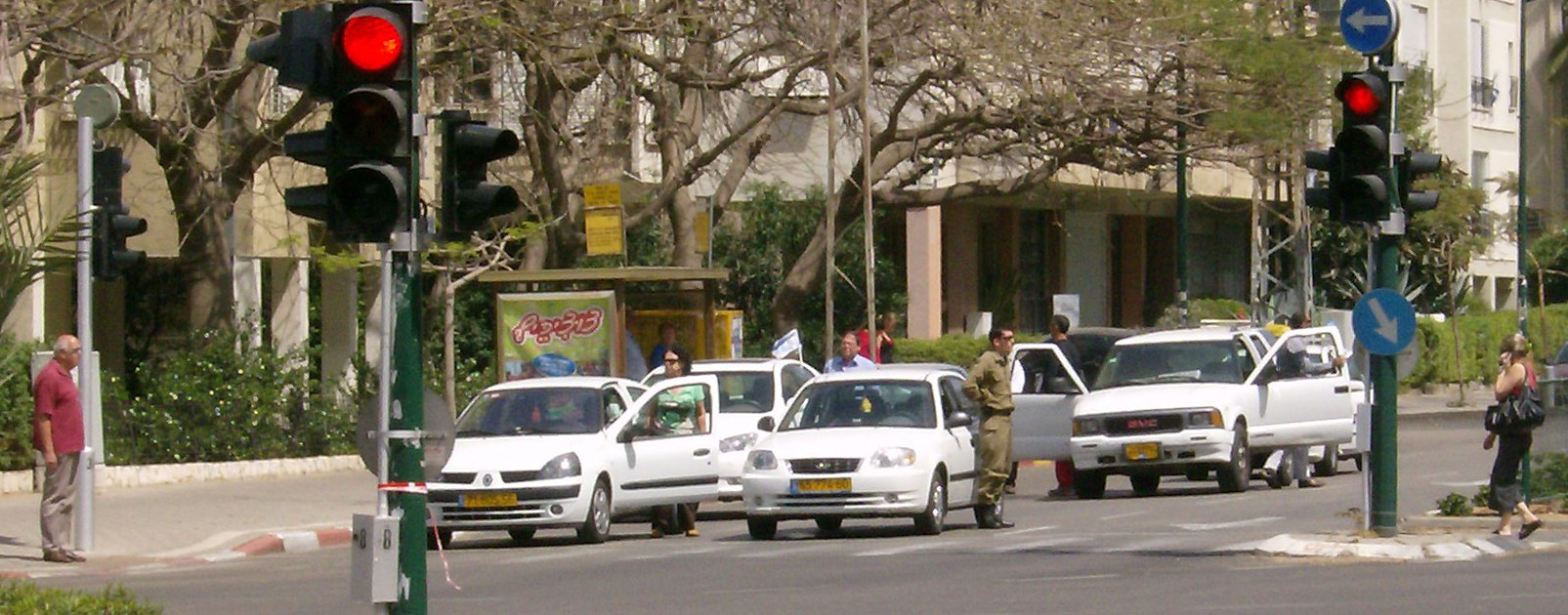
Тель-авивская улица в момент сирены в День памяти

Существует разногласие по поводу приемлемости данной традиции. Сирена никогда не являлась атрибутом иудаизма. Некоторые евреи (в основном — ортодоксальные) считают неприемлемым использовать неиудейские обычаи, и поэтому не встают под звук сирены. Таких людей, однако, в Израиле не очень много. Более того, предпосылки под траурную сирену фактически уходят корнями в Устную Тору. Их концепция такова: «если произошло несчастье — задумайся, какая лично твоя и/или твоих предков (а значит, и лично твоя — раз до сих пор не наступило искупление и долгожданная геула) вина, что данное несчастье произошло» — именно отсюда подобает благочестивым иудеям поститься при каждом несчастье, и именно в этом — внутренний смысл траурной сирены.
После утренней сирены проходят официальные и частные церемонии памяти на кладбищах, где похоронены солдаты.
В 13:00 на центральном мемориале на Горе Герцля проходит церемония памяти жертв террора, завершающаяся церемонией зажжения факелов.
К концу еврейского дня (19:00—21:00) начинается празднование Дня независимости Израиля. На горе Герцля в Иерусалиме, по ходу официальной церемонии, возвращают флаг на полную высоту, что означает начало праздника.
Проведение Дня памяти накануне Дня независимости должно напоминать о том, какую цену пришлось и приходится буквально ежечасно платить за независимость и какую жертву израильское общество приносило и непрестанно приносит жизнью многих солдат и гражданских лиц, погибающих от террористических актов. Эта близость символизирует важность этого дня в глазах израильтян.